# Inopeplus sauteri
Inopeplus sauteri là một loài bọ cánh cứng trong họ Salpingidae. Loài này được Grouvelle miêu tả khoa học năm 1914.